# Giliante D'Este
Giliante D'Este (født 23. marts 1910 i Izola, død 24. april 1996) var en italiensk roer og olympisk guldvinder.
Hans første store internationale resultat kom ved OL 1928 i Amsterdam, hvor han sammen med Nicolò Vittori, Valerio Perentin, Giovanni Delise og styrmand Renato Petronio roede firer med styrmand. Efter i første runde at have roet alene besejrede italienerne i anden runde det tyske hold meget klart, og efter at tyskerne havde klaret sig gennem opsamlingsheatet mødtes de to både igen i kvartfinalen. Her vandt italienerne igen, dog knap så overlegent. I semifinalen besejrede italienerne schweizerne i ny olympisk rekordtid, hvorpå Schweiz besejrede Polen i en kamp om at møde italienerne i finalen. Her vandt Schweiz, og i finalen sejrede italienerne klart, måske som følge af muligheden for at hvile, mens Schweiz og Polen kæmpede. Resultatet blev derfor, at Italien vandt guld, Schweiz sølv og Polen bronze.
De følgende år var fireren meget succesfuld, og D'Este var med til at vinde guld ved EM i 1929, sølv i 1930 og igen guld i 1933.
Han var ved OL 1932 i Los Angeles med i firer uden styrmand sammen med Antonio Ghiardello, Francesco Cossu og Antonio Garzoni Provenzani. Kun fem både stillede op i konkurrencen, og italienerne vandt deres indledende heat mod Canada. I finalen vandt Storbritannien sikkert foran Tyskland, mens Italienerne vandt bronze.
Ved OL 1936 i Berlin var han tilbage i fireren med styrmand, og her blev italienerne nummer to i indledende heat, men var efter en tredjeplads i opsamlingsheatet ude af turneringen.

## OL-medaljer
- 1928:  Guld i firer med styrmand
- 1932:  Bronze i firer uden styrmand